# Arthrobotrys clavispora
Arthrobotrys clavispora är en svampart som först beskrevs av R.C. Cooke, och fick sitt nu gällande namn av S. Schenck, W.B. Kendr. & Pramer 1977. Arthrobotrys clavispora ingår i släktet Arthrobotrys och familjen vaxskålar.   Inga underarter finns listade i Catalogue of Life.